# Windows Embedded Compact 7
Windows Embedded Compact 7 (известная ранее как Windows Embedded CE 7.0) — седьмая версия операционной системы реального времени Windows Embedded CE, развивающейся отдельно от семейства Windows NT, и ориентированной на предприятия, изготавливающие промышленные контроллеры и устройства бытовой электроники. Windows Embedded Compact может работать на различных микропроцессорных архитектурах и поддерживает x86, SuperH и ARM. Во время разработки системы сотрудник Microsoft, работающий в отделе разработки, утверждал, что Microsoft упорно работает над этим выпуском, и что система имеет общее с Windows Phone ядро. Microsoft официально подтвердила это и сообщила, что Windows Phone 7 основана на Windows CE 6.0 R3 с некоторыми функциями, взятыми из Windows Embedded Compact 7, таким образом делая Windows Phone  гибридным решением. Windows Embedded Compact 7 была выпущена 1 марта 2011 года.

## Новые возможности
Windows Embedded Compact 7 содержит следующие возможности:
- Silverlight for Windows Embedded: Позволяет разработчикам создавать приложения и пользовательские интерфейсы на Silverlight, используя Microsoft Expression Blend
- Internet Explorer for Windows Embedded: Браузер, аналогичный тому, что используется в Windows Phone 7 с встроенной поддержкой Adobe Flash v10.1
- Поддержка касаний: Windows Embedded Compact 7 распознает касания и жесты
- Поддержка многоядерных процессоров: Работает на двухъядерных процессорах SMP архитектуры
- Поддержка микропроцессорных архитектур: Работает на платформах x86, SH4, MIPS и ARMv7
- Воспроизведение мультимедиа: Поддерживает DLNA and MTP
- Поддержка сетей: Включает в себя NDIS 6.1 и поддерживает Bluetooth 3.0 + HS